# مير أحمد شاه رضواني
مير أحمد شاه رضواني (ت: 1978) كان جنرالًا عسكريًا أفغانيًا ومفكرًا إسلاميًا قاد محاولة انقلاب ضد الحكومة الأفغانية في ديسمبر 1976. وأعدم لاحقًا بعد استيلاء الشيوعيين على البلاد عام 1978. بسبب مكانته البارزة وتأثيره كعالم تم ضمه إلى أسماء الحكومة ومنح لقب فرقة مشير قائد الجيش. كان رضواني من أتباع العالم الإسلامي محمد عطا الله فيزاني، وترأس جماعته الإسلامية الخاصة المكونة أساسًا من أفراد الجيش والتي تُدعى قيام إسلامي (الانتفاضة الإسلامية)، والتي خططت لانقلاب فاشل ضد حكومة الرئيس محمد داود خان. تم القبض على رضواني و50 من رفاقه (مثل السيد إسماعيل باسيخ وأختر محمد سليمان خيل) في 9 ديسمبر 1976، وأعدم رضواني في عام 1978 بعد استيلاء الشيوعيين على السلطة. فر رفاقه الذين نجوا إلى باكستان.